# Noilhan
Noilhan (gaskognisch: Nolhan) ist eine französische Gemeinde mit 391 Einwohnern (Stand: 1. Januar 2022) im Département Gers in der Region Okzitanien. Sie gehört zum Kanton Val de Save und zum Arrondissement Auch. Die Einwohner werden Noilhanais genannt.

## Lage
Noilhan liegt etwa 55 Kilometer westsüdwestlich von Toulouse. An der südlichen Gemeindegrenze verläuft der Esquinson und mündet in die Save. 
Umgeben wird Noilhan von den Nachbargemeinden Lahas im Norden und Nordwesten, Frégouville im Norden, Castillon-Savès im Norden und Nordosten, Cazaux-Savès im Nordosten, Labastide-Savès im Osten, Samatan im Süden sowie Bézéril im Westen.

## Bevölkerungsentwicklung
| Jahr                       | 1962 | 1968 | 1975 | 1982 | 1990 | 1999 | 2006 | 2011 | 2016 |
| -------------------------- | ---- | ---- | ---- | ---- | ---- | ---- | ---- | ---- | ---- |
| Einwohner                  | 363  | 304  | 267  | 326  | 283  | 247  | 293  | 334  | 376  |
| Quellen: Cassini und INSEE |      |      |      |      |      |      |      |      |      |

## Sehenswürdigkeiten
- Kirche Saint-Pierre